# Ri Se-ung
Ri Se-ung (kor. 리세웅; ur. 22 grudnia 1998) – północnokoreański zapaśnik walczący w stylu klasycznym. Brązowy medalista olimpijski z Paryża 2024 w kategorii 60 kg. Zajął piąte miejsce na mistrzostwach świata w 2018 roku.
Brązowy medalista igrzysk azjatyckich  w 2022 i piąty w 2018. Złoty medalista w mistrzostw Azji w 2025; srebrny w 2018 i 2019. Triumfator igrzysk wojskowych w 2019, a także młodzieżowych igrzysk olimpijskich z 2014. Drugi na wojskowych MŚ w 2024. Mistrz Azji kadetów w 2013, 2014 i 2015 roku.